# 约翰·巴思
约翰·西蒙斯·巴思（英語：John Simmons Barth，1930年5月27日—2024年4月2日），美国小说家，其小说被认为具有后现代主义和超小说性质。
巴思生于马里兰州剑桥，他從小喜愛音樂，擅長演奏樂器。在劍橋高中時擔任校隊的鼓手，及為校報撰寫文章。在进入约翰·霍普金斯大学前，1947年在朱利亚德学院短暂学习管弦乐，1951年获得文学学士学位，1952年获硕士学位。
1956年因《漂浮的歌剧院》（The Floating Opera）获美国国家图书奖提名。1972年因《客迈拉》（Chimera）获美国国家图书奖。

## 獲得獎項
1973年，獲得美國國家圖書獎。
1997年，獲得弗朗西斯·斯科特·菲茨杰拉德美國小說傑出成就獎。
1998年，獲得蘭南基金會終身成就獎。

## 著作
- 《The Floating Opera（英语：The Floating Opera）》，約翰·巴思，1956。ISBN 9780553240986
- 《The Sot-Weed Factor》，約翰·巴思，道布爾戴出版社，1960。ISBN 9780385240888
- 《Giles Goat-Boy（英语：Giles Goat-Boy）》，約翰·巴思，道布爾戴出版社，1966。 ISBN 9780449235249
- 《Lost in the Funhouse》，約翰·巴思，道布爾戴出版社，1968。 ISBN 9781131186511
- 《路的盡頭》，約翰·巴思，王艾修芸 譯，譯林出版社，1998。ISBN 9787805677897